# Hammer of the Witches
Hammer of The Witches är det brittiska extreme metal-bandet Cradle of Filths elfte studioalbum. Det släpptes den 10 juli 2015 på etiketten Nuclear Blast.

## Låtlista
All sångtext är skriven av Dani Filth, alla låtar är komponerade av Cradle of Filth (Dani Filth, Martin Škaroupka, Daniel Firth, Lindsay Schoolcraft, Richard Shaw, Marek 'Ashok' Šmerda).
| Nr           | Titel                                                 | Längd |
| ------------ | ----------------------------------------------------- | ----- |
| 1.           | Walpurgis Eve                                         | 1:29  |
| 2.           | Yours Immortally...                                   | 6:01  |
| 3.           | Enshrined in Crematoria                               | 5:46  |
| 4.           | Deflowering the Maidenhead, Displeasuring the Goddess | 6:56  |
| 5.           | Blackest Magick in Practice                           | 6:50  |
| 6.           | The Monstrous Sabbat (Summoning the Coven)            | 1:51  |
| 7.           | Hammer of the Witches                                 | 6:29  |
| 8.           | Right Wing of the Garden Triptych                     | 5:54  |
| 9.           | The Vampyre at My Side                                | 5:45  |
| 10.          | Onward Christian Soldiers                             | 6:59  |
| 11.          | Blooding the Hounds of Hell                           | 2:10  |
| Total längd: | Total längd:                                          | 56:11 |

| 12.          | King of the Woods | 6:17  |
| 13.          | Misericord        | 6:19  |
| Total längd: | Total längd:      | 68:47 |

## Medverkande
- Dani Filth – sång
- Richard Shaw – gitarr
- Marek 'Ashok' Šmerda – gitarr
- Daniel Firth – elbas
- Martin Škaroupka – trummor, keyboard
- Lindsay Schoolcraft – sång, harpa